# 金時習

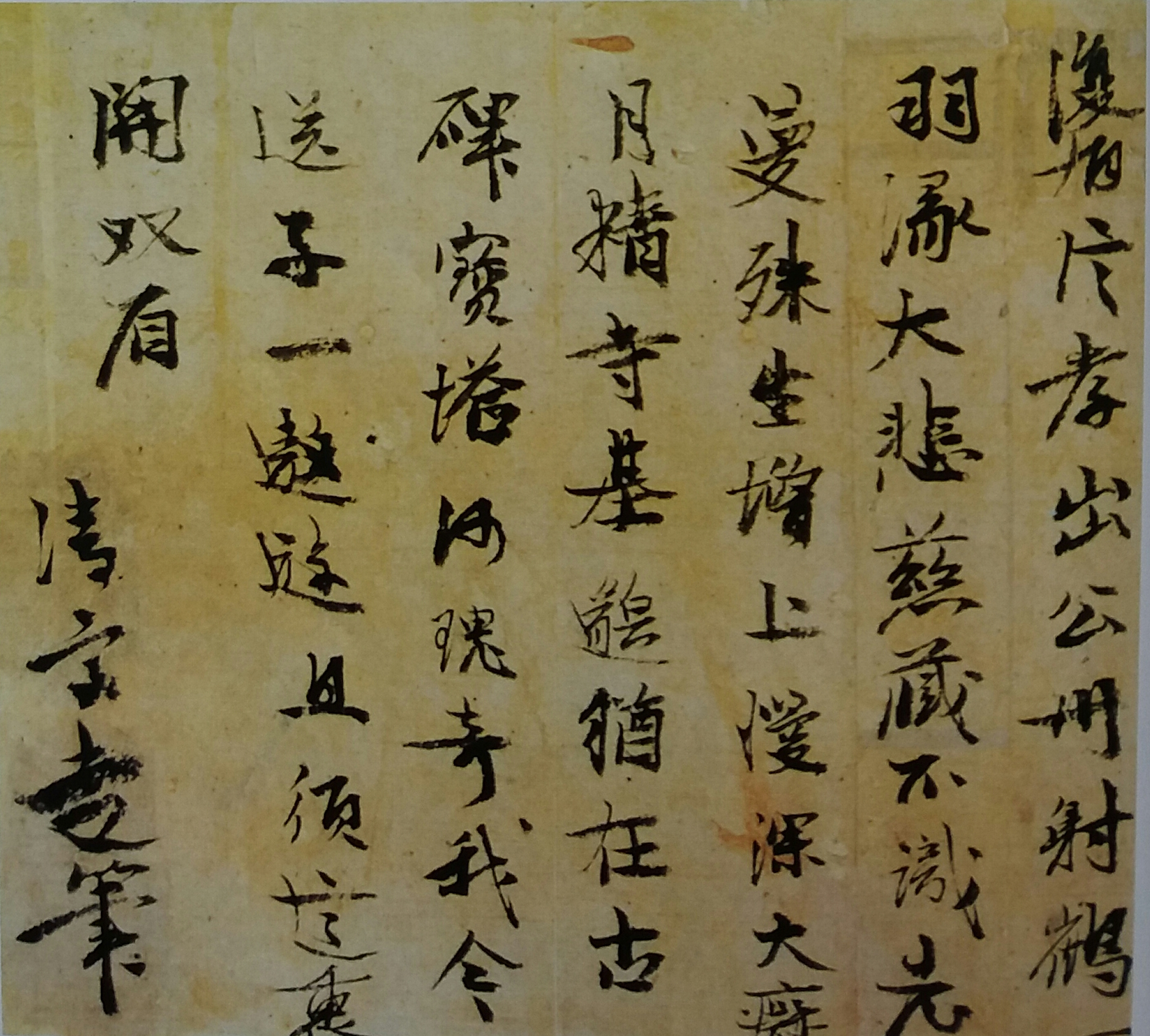
金时习《诗稿》，成均馆大学博物馆藏

金時習（1435年—1493年），字悅卿，號東峰、梅月堂、清寒子、碧山清隱、贅世翁，法號雪岑，本贯江原道江陵，朝鲜半岛朝鮮王朝时期的詩人、小說家，生六臣之一。諡號清簡。

## 生平
金時習出生於漢陽（今首爾）一兩班貴族家庭，幼時聰穎過人，三歲能詩，詩曰：「無雨雷聲何處動，黃雲片片四方分」。此事在其五歲時，傳入世宗耳裡，被譽為神童，備受世宗寵愛。曾隨名師金泮學習四書五經及百家著作，十五歲至三角山讀書堂學習。後逢母喪，父染重病，與訓鍊院都正南孝禮的女兒結婚。
1455年世祖篡位後，金時習對世祖暴政不滿，撕毀儒服，削髮為僧，雲遊四處，並開始其文學創作的生涯。1464年起，於慶州金鰲山居住六年，此時期撰寫了韓國第一部小說《金鰲新話》。
1471年拒世祖招請，後移居京畿道楊州郡水洛山，於1481年還俗。晚年在江原道雪嶽山隱居，1493年逝世於慶州鴻山無量寺。

## 作品
金時習著有詩集《宕遊關西錄》、《宕遊關東錄》、《宕遊湖南錄》、《宕遊金鰲錄》、《關東日錄》、《溟州日錄》，以及短集小說集《金鰲新話》。於其逝世後，集結有《梅月堂文集》19卷及《梅月堂詩集》15卷。

## 文學地位
金時習是韓國文學史上第一個小說家，他於金鰲山居住期間創作的漢文短篇小說集《金鰲新話》，在人物的描寫和情節的安排上，都突破了以往稗說作品的侷限，具備小說體裁的特徵，成為韓國的第一部小說作品。其創作來源可溯自韓國古代說話和高麗末的詩話、假傳等題材，且受到明代瞿佑《剪燈新話》的直接影響。《金鰲新話》的出現，開創了韓國小說的先河，可說是韓國文學史上劃時代的成就。